# ناحیه تیزی
ناحیه تیزی (به عربی: دائرة تیزی) یک ناحیه در الجزایر است که در استان معسکر واقع شده‌است.